# Evania trivandrensis
Evania trivandrensis är en stekelart som beskrevs av Joseph 1952. Evania trivandrensis ingår i släktet Evania och familjen hungersteklar. Inga underarter finns listade i Catalogue of Life.